# Ciclismo ai Giochi della XXXIII Olimpiade - Americana maschile
Le gare di americana maschile dei Giochi della XXXIII Olimpiade si sono svolte il 10 agosto al velodromo di Saint-Quentin-en-Yvelines.
La competizione ha visto la partecipazione di 30 atleti di 15 nazioni.

## Programma
| Data           | Ora (UTC+2) | Turno     |
| -------------- | ----------- | --------- |
| 10 agosto 2024 | 17:59       | Americana |

## Regolamento
La gara di americana o madison si svolge su 200 giri (50 km), con 20 volate intermedie ogni 10 giri.
Lo scopo dell'americana è quello di conquistare più giri possibili sul gruppo, cercando la fuga e rientrando nel gruppo stesso: la classifica sarà infatti stilata in base al numero di tornate completate da ciascuna squadra (che vuole anche dire in base al numero di giri di ritardo dalla coppia vincitrice). A parità di giri, si considerano ai fini della graduatoria i punti conquistati nelle volate intermedie: per ogni volata vengono assegnati, come nella corsa individuale, 5 punti al primo classificato, 3 al secondo, 2 al terzo e 1 al quarto. In caso di parità sia di giri sia di punti, si terrà conto del piazzamento nell'ultima volata.

## Risultati[2]
| Atleta                                  | Nazione       | Punti | Giri  | Posizione |
| --------------------------------------- | ------------- | ----- | ----- | --------- |
| Iúri Leitão Rui Oliveira                | Portogallo    | 55    | 1     |           |
| Simone Consonni Elia Viviani            | Italia        | 47    | 1     |           |
| Niklas Larsen Michael Mørkøv            | Danimarca     | 41    | 1     |           |
| Aaron Gate Campbell Stewart             | Nuova Zelanda | 33    |       | 4°        |
| Shunsuke Imamura Kazushige Kuboki       | Giappone      | 32    | 1     | 5°        |
| Roger Kluge Theo Reinhardt              | Germania      | 23    |       | 6°        |
| Denis Rugovac Jan Voneš                 | Rep. Ceca     | 12    | 1, -1 | 7°        |
| Sebastián Mora Albert Torres            | Spagna        | -5    | -1    | 8°        |
| Oliver Wood Mark Stewart                | Gran Bretagna | -9    | -1    | 9°        |
| Lindsay De Vylder Fabio Van den Bossche | Belgio        | -11   | -1    | 10°       |
| Thomas Boudat Benjamin Thomas           | Francia       | -18   | -1    | 11°       |
| Sam Welsford Kelland O'Brien            | Australia     | -49   | -3    | 12°       |
| Mathias Guillemette Michael Foley       | Canada        | dnf   | dnf   | 13°       |
| Raphael Kokas Maximilian Schmidbauer    | Austria       | dnf   | dnf   | 13°       |
| Yoeri Havik Jan-Willem van Schip        | Paesi Bassi   | dq    | dq    | dq        |